# Therion
Therion er et svensk symfonisk metal-band dannet af Christofer Johnsson i 1987. Det er opkaldt efter det græske ord therion (θηρίον), som betyder monster, som henvisning til "monsteret" i den kristne Johannes' Åbenbaring. Bandets navn kommer dog selv fra Celtic Frost-albummet To Mega Therion.
Bandet startede som et dødsmetal-band, og ændrede sig senere til at kombinere orkestrale elementer i deres metalmusik, med stor brug af kor og klassiske musikere, ikke kun som tilføjelser, men også som decideret integrerede dele af deres kompositioner. Bandet er et af de første kommercielt succesfulde heavy metal bands med live orkester. Det er også et af de bands som opfandt, populariserede og havde indflydelse på symfonisk metal.
Therion's musik indeholder temaer fra diverse mytologier, og er baseret på okkultisme, magi og gamle traditioner og skrifter. Størstedelen af teksterne skrives af Thomas Karlsson, frontmand og grundlægger af den magiske orden Dragon Rouge, hvori Johnsson er medlem.

## Diskografi
- Of Darkness... (1991)
- Beyond Sanctorum (1992)
- Symphony Masses: Ho Drakon Ho Megas (1993)
- Lepaca Kliffoth (1995)
- Theli (1996)
- A'arab Zaraq - Lucid Dreaming (1997)
- Vovin (1998)
- Crowning of Atlantis (1999)
- Deggial (2000)
- Secret of the Runes (2001)
- Lemuria (2004)
- Sirius B (2004)
- Gothic Kabbalah (2007)
- Sitra Ahra (2010)
- Les Fleurs du Mal (2012)
- Beloved Antichrist (2018)
- Leviathan (2021)
- Leviathan II (2022)
- Leviathan III (2023)

## Fodnoter
1. ↑  "eutherian". Merriam-Webster's Online Dictionary. Arkiveret fra originalen 22. september 2007. Hentet 2007-07-25.
2. ↑  "Revelation 11:7". Online Parallel Bible. Hentet 2007-07-25.
3. ↑  "Interview med Christofer Jonhsson". Alternative-Zine.com. 2004-05-03. Hentet 2007-07-25.
4. ↑  Jurek, Thom. "Gothic Kabbalah anmeldelse". All Music Guide. Hentet 2007-07-25.
5. ↑  "Embracing The Dark: The Magic Order of Dragon Rouge, beskrivelse". Therion official store. Arkiveret fra originalen 30. april 2007. Hentet 2007-07-25.